# 松平長勝 (松平郷松平家)
松平 長勝（まつだいら ながかつ、生年不詳 - 明応2年10月13日（1493年11月21日））は、室町時代の武将。父は松平信広。通称越前守、太郎左衛門。子に松平勝茂。

## 略歴
松平親忠に仕える。。明応2年（1493年）10月13日、上野・挙母・寺部・八草の敵三千が岩津城を襲おうとし、長勝は援軍として参加し、井田野の戦いで討死した。法名浄久。墓所は晴暗寺（愛知県豊田市）。